# Acción de Poliakov
En física, la acción de Poliakov es la acción bidimensional  de una teoría de campos conforme que describe la hoja de universo de una cuerda en teoría de cuerdas. Fue introducida por Stanley Deser y Bruno Zumino e independientemente por L. Borde, P. Di Vecchia y P. S. Howe (En Physics Letters B65, páginas 369 y 471  respectivamente), y ha sido asociada con Aleksandr Poliakov después de que la empleara para cuantizar la cuerda. La acción es
{\displaystyle {\mathcal {S}}={T \over 2}\int \mathrm {d} ^{2}\sigma {\sqrt {-h}}h^{ab}g_{\mu \nu }(X)\partial _{a}X^{\mu }(\sigma )\partial _{b}X^{\nu }(\sigma )}
donde {\displaystyle T} es la tensión de la cuerda, {\displaystyle g_{\mu \nu }} es la métrica de la variedad del espacio objetivo (espaciotiempo en el que se mueve la cuerda), {\displaystyle h_{ab}} es la métrica de la hoja de universo, {\displaystyle h^{ab}} su inversa, y {\displaystyle h} es el determinante de {\displaystyle h_{ab}}. La signatura métrica está escogida tal que las direcciones temporales son + y las direcciones espaciales son -. La coordenada espacial en la hoja de universo es {\displaystyle \sigma }, y la coordenada temporal {\displaystyle \tau }. La acción de Poliakov es un ejemplo de modelo sigma no lineal.

## Simetrías globales
Aquí, una simetría se dice que es local o global desde el punto de vista de la teoría bidimensional (en la hoja de universo). Por ejemplo, las transformaciones de Lorentz, que son simetrías locales  del espacial-tiempo, son simetrías globales de la teoría en la hoja de universo.
La acción es invariante bajo traslaciones espaciotemporales y transformaciones de Lorentz infinitesimales:
(i){\displaystyle X^{\alpha }\rightarrow X^{\alpha }+b^{\alpha }}
(ii){\displaystyle X^{\alpha }\rightarrow X^{\alpha }+\omega _{\ \beta }^{\alpha }X^{\beta }}
donde {\displaystyle \omega _{\mu \nu }=-\omega _{\nu \mu }} y {\displaystyle b^{\alpha }} es una constante. Esto forma la simetría de Poincaré de la variedad objetivo.
La invariancia bajo (i) se sigue de que la acción {\displaystyle {\mathcal {S}}} depende sólo de la primera derivada de {\displaystyle X^{\alpha }}. La prueba de la invariancia bajo (ii) es como sigue:
| {\displaystyle {\mathcal {S}}'\,} | {\displaystyle ={T \over 2}\int \mathrm {d} ^{2}\sigma {\sqrt {-h}}h^{ab}g_{\mu \nu }\partial _{a}\left(X^{\mu }+\omega _{\ \delta }^{\mu }X^{\delta }\right)\partial _{b}\left(X^{\nu }+\omega _{\ \delta }^{\nu }X^{\delta }\right)\,}                     |
|                                   | {\displaystyle ={\mathcal {S}}+{T \over 2}\int \mathrm {d} ^{2}\sigma {\sqrt {-h}}h^{ab}\left(\omega _{\mu \delta }\partial _{a}X^{\mu }\partial _{b}X^{\delta }+\omega _{\nu \delta }\partial _{a}X^{\delta }\partial _{b}X^{\nu }\right)+O(\omega ^{2})\,} |
|                                   | {\displaystyle ={\mathcal {S}}+{T \over 2}\int \mathrm {d} ^{2}\sigma {\sqrt {-h}}h^{ab}\left(\omega _{\mu \delta }+\omega _{\delta \mu }\right)\partial _{a}X^{\mu }\partial _{b}X^{\delta }+O(\omega ^{2})={\mathcal {S}}+O(\omega ^{2})}                  |

## Simetrías locales
La acción es invariante bajo worldsheet difeomorfismos (o transformaciones de coordenadas) y transformaciones de Weyl de la hoja de universo.

### Difeomorfismos
Se supone la transformación siguiente:
{\displaystyle \sigma ^{\alpha }\rightarrow {\tilde {\sigma }}^{\alpha }\left(\sigma ,\tau \right)}
Transforma el tensor métrico en la manera siguiente:
{\displaystyle h^{ab}\rightarrow {\tilde {h}}^{ab}=h^{cd}{\frac {\partial {\tilde {\sigma }}^{a}}{\partial \sigma ^{c}}}{\frac {\partial {\tilde {\sigma }}^{b}}{\partial \sigma ^{d}}}}
Se puede ver que:
{\displaystyle {\tilde {h}}^{ab}{\frac {\partial }{\partial {\tilde {\sigma }}^{a}}}X^{\mu }{\frac {\partial }{\partial {\tilde {\sigma }}^{b}}}X^{\nu }=h^{cd}{\frac {\partial {\tilde {\sigma }}^{a}}{\partial \sigma ^{c}}}{\frac {\partial {\tilde {\sigma }}^{b}}{\partial \sigma ^{d}}}{\frac {\partial }{\partial {\tilde {\sigma }}^{a}}}X^{\mu }{\frac {\partial }{\partial {\tilde {\sigma }}^{b}}}X^{\nu }=h^{ab}\partial _{a}X^{\mu }\partial _{b}X^{\nu }}
Se sabe que el jacobiano de esta transformación está dada por:
{\displaystyle \mathrm {J} =\mathrm {det} \left({\frac {\partial {\tilde {\sigma }}^{\alpha }}{\partial \sigma ^{\beta }}}\right)}
lo que lleva a
{\displaystyle \mathrm {d} ^{2}\sigma \rightarrow \mathrm {d} ^{2}{\tilde {\sigma }}=\mathrm {J} \mathrm {d} ^{2}\sigma \,}
{\displaystyle h=\mathrm {det} \left(h_{ab}\right)\rightarrow {\tilde {h}}=\mathrm {J} ^{-2}h\,}
y se ve que
{\displaystyle {\sqrt {-{\tilde {h}}}}\mathrm {d} ^{2}{\tilde {\sigma }}={\sqrt {-h}}\mathrm {d} ^{2}\sigma }
con lo cual esta transformación deja la invariante la acción.

### Transformación de Weyl
Se suponer la transformación de Weyl:
{\displaystyle h_{ab}\rightarrow {\tilde {h}}_{ab}=\Lambda (\sigma )h_{ab}}
entonces:
{\displaystyle {\tilde {h}}^{ab}=\Lambda ^{-1}(\sigma )h^{ab}}
{\displaystyle \mathrm {det} ({\tilde {h}}_{ab})=\Lambda ^{2}(\sigma )\mathrm {det} (h_{ab})}
y finalmente:
| {\displaystyle {\mathcal {S}}'\,} | {\displaystyle ={T \over 2}\int \mathrm {d} ^{2}\sigma {\sqrt {-{\tilde {h}}}}{\tilde {h}}^{ab}g_{\mu \nu }(X)\partial _{a}X^{\mu }(\sigma )\partial _{b}X^{\nu }(\sigma )\,}                          |
|                                   | {\displaystyle ={T \over 2}\int \mathrm {d} ^{2}\sigma {\sqrt {-h}}\left(\Lambda \Lambda ^{-1}\right)h^{ab}g_{\mu \nu }(X)\partial _{a}X^{\mu }(\sigma )\partial _{b}X^{\nu }(\sigma )={\mathcal {S}}} |
Y se puede ver que la acción es invariante  bajo transformaciones de Weyl. Si  consideramos objetos (espacialmente) extendidos de n dimensiones cuya acción es proporcional a su área/hiperárea de la hoja del universo, a no ser que n=1, la acción de Poliakov correspondiente tendría otro término que rompería la simetría Weyl.
Se puede definir el tensor de energía-impulso:
{\displaystyle T_{ab}={\frac {2}{\sqrt {-h}}}{\frac {\delta S}{\delta h^{ab}}}}
Definiendo
{\displaystyle h_{ab}=\exp \left(\phi (\sigma )\right){\hat {h}}_{ab}}
Debido a la simetría de Weyl, la acción no depende de {\displaystyle \phi }:
{\displaystyle {\frac {\delta S}{\delta \phi }}={\frac {\delta S}{\delta h^{ab}}}{\frac {\delta h^{ab}}{\delta \phi }}={\frac {1}{2}}{\sqrt {-h}}T_{ab}h^{ab}={\frac {1}{2}}{\sqrt {-h}}T_{a}^{\ a}=0\rightarrow T_{a}^{\ a}=\mathrm {tr} \left(T_{ab}\right)=0}

## Ecuaciones de movimiento
Utilizando difeomorfismos y transformaciones de Weyl, con un espacio objetivo de Minkowski, se puede hacer la transformación físicamente irrelevante {\displaystyle {\sqrt {-h}}h^{ab}\rightarrow \eta ^{ab}}, escribiendo así la acción en el gauge conforme:
{\displaystyle {\mathcal {S}}={T \over 2}\int \mathrm {d} ^{2}\sigma {\sqrt {-\eta }}\eta ^{ab}g_{\mu \nu }(X)\partial _{a}X^{\mu }(\sigma )\partial _{b}X^{\nu }(\sigma )={T \over 2}\int \mathrm {d} ^{2}\sigma \left({\dot {X}}^{2}-X'^{2}\right)}
donde {\displaystyle \eta _{ab}=\left({\begin{array}{cc}1&0\\0&-1\end{array}}\right)}
Recordando que {\displaystyle T_{ab}=0} se pueden obtener las ligaduras:
{\displaystyle T_{01}=T_{10}={\dot {X}}X'=0}
.{\displaystyle T_{00}=T_{11}={\frac {1}{2}}\left({\dot {X}}^{2}+X'^{2}\right)=0}
Sustituyendo {\displaystyle X^{\mu }\rightarrow X^{\mu }+\delta X^{\mu }} se obtiene:
{\displaystyle \delta {\mathcal {S}}=T\int \mathrm {d} ^{2}\sigma \eta ^{ab}\partial _{a}X^{\mu }\partial _{b}\delta X_{\mu }=}
{\displaystyle =-T\int \mathrm {d} ^{2}\sigma \eta ^{ab}\partial _{a}\partial _{b}X^{\mu }\delta X_{\mu }+\left(T\int d\tau X'\delta X\right)_{\sigma =\pi }-\left(T\int d\tau X'\delta X\right)_{\sigma =0}=0}
y en consecuencia:
{\displaystyle \square X^{\mu }=\eta ^{ab}\partial _{a}\partial _{b}X^{\mu }=0}
Con las condiciones de frontera necesarias para satisfacer la segunda parte de la variación de la acción.
- Cuerdas cerradas

Condiciones de frontera periódicas:{\displaystyle X^{\mu }(\tau ,\sigma +\pi )=X^{\mu }(\tau ,\sigma )\ }
- Cuerdas abiertas

(i) Condiciones de frontera de Neumann:{\displaystyle \partial _{\sigma }X^{\mu }(\tau ,0)=0,\partial _{\sigma }X^{\mu }(\tau ,\pi )=0}
(ii) Condiciones de frontera de Dirichlet:{\displaystyle X^{\mu }(\tau ,0)=b^{\mu },X^{\mu }(\tau ,\pi )=b'^{\mu }\ }
Trabajando en coordenadas del cono de luz, {\displaystyle \xi ^{\pm }=\tau \pm \sigma }, se pueden reescribir las ecuaciones de movimiento como:
{\displaystyle \partial _{+}\partial _{-}X^{\mu }=0}
{\displaystyle (\partial _{+}X)^{2}=(\partial _{-}X)^{2}=0}
Así, la solución puede ser escrita cuando  y la tensión-tensor de energía es ahora diagonal.{\displaystyle X^{\mu }=X_{+}^{\mu }(\xi ^{+})+X_{-}^{\mu }(\xi ^{-})} Por Fourier que expande la solución e imponiendo canónico commutation relaciones en los coeficientes, aplicando la segunda ecuación de movimiento motiva la definición del Virasoro operadores y conduce a las ligaduras de Virasoro, que se anulan cuando actúan sobre estados físicos.

## Relación con la acción de Nambu–Goto
Escribiendo la ecuación de Euler–Lagrange para el tensor métrico {\displaystyle h^{ab}} se obtiene:
{\displaystyle {\frac {\delta S}{\delta h^{ab}}}=T_{ab}=0}
Sabiendo también que:
{\displaystyle \delta {\sqrt {-h}}=-{\frac {1}{2}}{\sqrt {-h}}h_{ab}\delta h^{ab}}
Se puede escribir la derivada variacional de la acción:
{\displaystyle {\frac {\delta S}{\delta h^{ab}}}={\frac {T}{2}}{\sqrt {-h}}\left(G_{ab}-{\frac {1}{2}}h_{ab}h^{cd}G_{cd}\right)}
donde {\displaystyle G_{ab}=g_{\mu \nu }\partial _{a}X^{\mu }\partial _{b}X^{\nu }}, lo que lleva a:
{\displaystyle T_{ab}=T\left(G_{ab}-{\frac {1}{2}}h_{ab}h^{cd}G_{cd}\right)=0}
{\displaystyle G_{ab}={\frac {1}{2}}h_{ab}h^{cd}G_{cd}}
{\displaystyle G=\mathrm {det} \left(G_{ab}\right)={\frac {1}{4}}h\left(h^{cd}G_{cd}\right)^{2}}
Si se calcula el tensor métrico de la hoja de universo {\displaystyle {\sqrt {-h}}} usando las ecuaciones de movimiento:
{\displaystyle {\sqrt {-h}}={\frac {2{\sqrt {-G}}}{h^{cd}G_{cd}}}}
y se sustituye en la acción, se obtiene la acción de Nambu–Goto:
{\displaystyle S={T \over 2}\int \mathrm {d} ^{2}\sigma {\sqrt {-h}}h^{ab}G_{ab}={T \over 2}\int \mathrm {d} ^{2}\sigma {\frac {2{\sqrt {-G}}}{h^{cd}G_{cd}}}h^{ab}G_{ab}=T\int \mathrm {d} ^{2}\sigma {\sqrt {-G}}}
Sin embargo, la acción de Poliakov es más fácil de cuantizar porque  es lineal.